# All About You (Jeremih)
All About You è il secondo album studio del cantante statunitense Jeremih, pubblicato nel 2010.

## Tracce
1. All About You – 3:40
2. X's & O's – 3:53
3. Down on Me (featuring 50 Cent) – 3:49
4. Take Off – 3:33
5. I Like (featuring Ludacris) – 3:39
6. Waiter / The 5 Senses – 5:50
7. Broken Down – 3:40
8. Holding On – 3:32
9. Wanna Get Up – 3:55
10. Sleepers – 3:44
11. Love Don't Change – 4:20